# Mojang
Mojang Studios este un dezvoltator de jocuri video suedez cu sediul în Stockholm. Studioul este cel mai bine cunoscur pentru dezvoltarea jocului de sandbox și supraviețuire Minecraft, cel mai bine vândut joc video din toate timpurile.
Mojang Studios a fost fondat de designerul independent de jocuri video Markus Persson în 2009 ca Mojang Specifications pentru dezvoltarea Minecraft. Studioul a moștenit numele de la Code Club AB, o altă afacere de jocuri video pe care Persson a părăsit-o cu doi ani în urmă. Urmând lansării inițiale a jocului, Persson, în conjuncție cu Jakob Porsér, a încorporat afacerea ca Mojang AB la sfărșitul anului 2010, iar ei au numit pe Carl Manneh ca director general al companiei. Alte numiri timpurii au inclus Daniel Kaplan și Jens Bergensten. Minecraft a devenit un mare succes , dându-i lui Mojang o creștere susținută. Cu o nevoie de a părăsi jocul, Persson s-a oferit să își vândă acțiunile în Mojang, iar compania a fost achiziționată de Microsoft în noiembrie 2014. Persson, Porsér și Manneh au părăsit ulterior Mojang. În mai 2020, Mojang a fost redenumit Mojang Studios.
Din 2021, compania angajează aproximativ 600 de oameni. Åsa Bredin este șef de studio. În afară de Minecraft, Mojang Studios a dezvoltat Caller's Bane, Crown and Council, și mai multe jocuri în franciza Minecraft: Minecraft Dungeons, Minecraft Legends și anulatul Minecraft Earth. A mai lansat de asemenea jocuri mai mici ca parte a jocurilor organizate de Humble Bundle și a publicat dezvoltările externe Cobalt și Cobalt WASD.

## Istoric
Mojang Studios a fost fondată în 2009 de către Markus Persson, acesta fiind un desinger de jocuri video și programator suedez. El a căpatat interes pentru jocurile video de la o vârstă fragedă și a învățat să programeze la vârsta de opt ani. Numele de "Mojang " a apărut prima dată în sintagma "Mojang Specifications", folosită de către Persson atunci când a creat jocul Wurm Online alături de colegul său în 2003.
Numele de "Mojang Specifications" a fost refolosit de acesta în iunie 2009 atunci când a fost lansată prima versiune comercială a jocului Minecraft, însă abia în 2010 compania Mojang AB a fost incorporată de către Persson și Jakob Porsér.
Fiind epuizat de poziția sa de deținător al jocului Minecraft, Markus Persson și-a exprimat în 2014 pe Twitter interesul de a-și vinde partea sa din Mojang. Printre cumpărătorii interesați s-au numărat și companiile Activision Blizzard sau Electronic Arts, dar compania Microsoft a reușit să cumpere partea lui Persson, oferindu-i acestuia 1,8 miliarde $. Această intenție a achiziționării a fost anunțată pe 15 septembrie 2014, fiind finalizată pe 6 noiembrie 2014.
În mai 2019, Minecraft a ajuns cel mai vândut joc din toate timpurile, întrecând jocul Tetris.
Odată cu aniversarea de 11 ani a jocului Minecraft, pe 17 mai 2020 Mojang și-a anunțat schimbarea numelui în "Mojang Studios", reflectându-și, astfel, structura de tip multi-studio.